# تاجر سنگ
تاجر سنگ (ایتالیایی: Il mercante di pietre) یک فیلم مهیج درام به کارگردانی رنتسو مارتینلی است که در سال ۲۰۰۶ منتشر شد. از بازیگران آن می‌توان به هاروی کایتل، جین مارچ، جوردی مویا، اف. موری آبراهام، یونس بشیر و لوچیلا آگوستی اشاره کرد.